# 제5회 베네치아 국제 영화제
제5회 베네치아 국제 영화제는 1937년에 열린 시상식이다. 이탈리아 베니스에서 개최되었다.

## 수상 및 후보

### 볼피컵 여우주연상
- 키드 갈라드 - 베티 데이비스 수상

### 촬영상
- 윈터세트 - J. 피버렐 말리 수상

### 최우수 예술공헌상
- 위대한 환상 - 장 르누아르 수상